# Lê Xuân Duy
Lê Xuân Duy (19 tháng 8 năm 1962 – 7 tháng 8 năm 2016) là một sĩ quan cấp cao trong Quân đội nhân dân Việt Nam, hàm Thiếu tướng. Ông nguyên là Ủy viên Ban Chấp hành Trung ương Đảng Cộng sản Việt Nam khóa XII, Ủy viên Quân ủy Trung ương, nguyên Tư lệnh Quân khu 2.

## Tiểu sử
Lê Xuân Duy sinh ngày 19 tháng 8 năm 1962 tại thôn Khâu xã Tử Du, huyện Lập Thạch, tỉnh Vĩnh Phúc. Sau khi hoàn thành bậc phổ thông trung học, ông theo học Trường Hạ sĩ quan Quân khu 2 thuộc Trường Sĩ quan Lục quân 2, chính thức nhập ngũ từ tháng 1 năm 1981 và thuộc biên chế Tiểu đoàn 4, Sư đoàn 411, Quân khu 2. Ngày 19 tháng 5 năm 1983 ông được kết nạp vào Đảng Cộng sản Việt Nam. Từ tháng 9 năm 1984, ông lần lượt giữ các chức vụ từ Trung đội trưởng đến Đại đội trưởng Đại đội 1 thuộc Tiểu đoàn 4, Trung đoàn 266, Sư đoàn 313, Quân khu 2. Sau 2 năm giữ chức Trợ lý Tác chiến của Ban Tham mưu Trung đoàn 266, tháng 11 năm 1989, ông được điều làm Trợ lý Ban Tác chiến, Phòng Tham mưu Sư đoàn 313. Tháng 9 năm 1992, ông được cử đi học tại Học viện Lục quân. Sau khi hoàn thành việc học vào tháng 9 năm 1995, ông được giữ lại trường làm giáo viên Khoa Chiến thuật, Học viện Quốc phòng trong 1 tháng.
Sau 2 năm giữ chức Tiểu đoàn trưởng Tiểu đoàn 3 thuộc Trung đoàn 174, Sư đoàn 316, Quân khu 2, đến tháng 9 năm 1997 thì ông được thăng làm Trưởng ban Tác huấn của Phòng Tham mưu Sư đoàn 316. Từ tháng 5 năm 2001 đến tháng 8 năm 2003, ông giữ chức Trung đoàn trưởng Trung đoàn 148, Sư đoàn 316. Tháng 9 năm 2003, ông tiếp tục được cử đi học tại Học viện Lục quân. Sau khi tốt nghiệp, từ năm 2004 đến 2010, ông lần lượt giữ chức Phó trưởng phòng và Trưởng phòng Tác chiến của Bộ Tham mưu Quân khu 2. Đến tháng 11 năm 2010, ông trở thành Sư đoàn trưởng Sư đoàn 316. Sau 2 năm, vào tháng 6 năm 2012, ông được điều về Bộ Chỉ huy quân sự tỉnhh Yên Bái giữ chức Chỉ huy trưởng. Đến tháng 5 năm 2014 thì ông trở thành Phó Tư lệnh Quân khu 2. Tháng 1 năm 2016, tại Đại hội Đảng toàn quốc lần thứ XII của Đảng, Lê Xuân Duy được bầu làm Ủy viên Ban Chấp hành Trung ương Đảng Cộng sản Việt Nam khóa XII. Tháng 5 năm 2016, Lê Xuân Duy được bầu bổ sung làm Ủy viên Quân ủy Trung ương và được giao phụ trách Tư lệnh Quân khu 2.
Ngày 7 tháng 8 năm 2016, Lê Xuân Duy qua đời do mắc phải bệnh hiểm nghèo, hưởng dương 53 tuổi.

## Lịch sử thụ phong quân hàm
| Cấp bậc | Thượng tá | Đại tá | Thiếu tướng |  |  |  |  |  |  |
|         |           |        |             |  |  |  |  |  |  |

## Khen thưởng
- Huân chương Bảo vệ Tổ quốc hạng Nhất.[8]
- Huân chương Chiến sĩ vẻ vang hạng Nhất, Nhì, Ba.
- Huy chương Quân kỳ quyết thắng.